# Reggie Davis (tight end)
Reginald DeSean Davis (Long Beach, Kalifornia, 1976. szeptember 3. –) amerikai amerikaifutball-játékos és -edző, 2023-tól az Arlington Renegades running backjeinek edzője. 1999–2000-ben a San Diego Chargers játékosa volt.

## Pályafutása
2015. január 2-án a Nebraska Cornhuskers, 2020. január 11-én pedig a St. Louis Battlehawks munkatársa lett.
2023. szeptember 22-étől az Arlington Renegades running backjeinek edzője.

## Fordítás
- Ez a szócikk részben vagy egészben  a   Reggie Davis (tight end) című angol Wikipédia-szócikk ezen változatának fordításán alapul.  Az eredeti cikk szerkesztőit annak laptörténete sorolja fel. Ez a jelzés csupán a megfogalmazás eredetét és a szerzői jogokat jelzi, nem szolgál a cikkben szereplő információk forrásmegjelöléseként.